# 萧青山
萧青山（?—?），元朝将领，契丹石抹氏，檀顺昌平万户萧丑奴之子。
中统元年（1260年）萧青山袭父职，为檀、顺、昌平万户。至元十一年（1274年），跟随丞相伯颜平南宋。还师，授湖北提刑按察使。不久去世，追封顺国公，谥武定。萧青山子萧哈剌帖木儿，年轻时事奉太子真金，管理宿卫，官至檀州知州。追封顺国公，谥康惠。哈剌帖木儿之子萧拜住。